# Vitorino Freire
Vitorino Freire là một đô thị thuộc bang Maranhão, Brasil. Đô thị này có diện tích 1122,7 km², dân số năm 2007 là 30187 người, mật độ 26,89 người/km².